# 陰極線

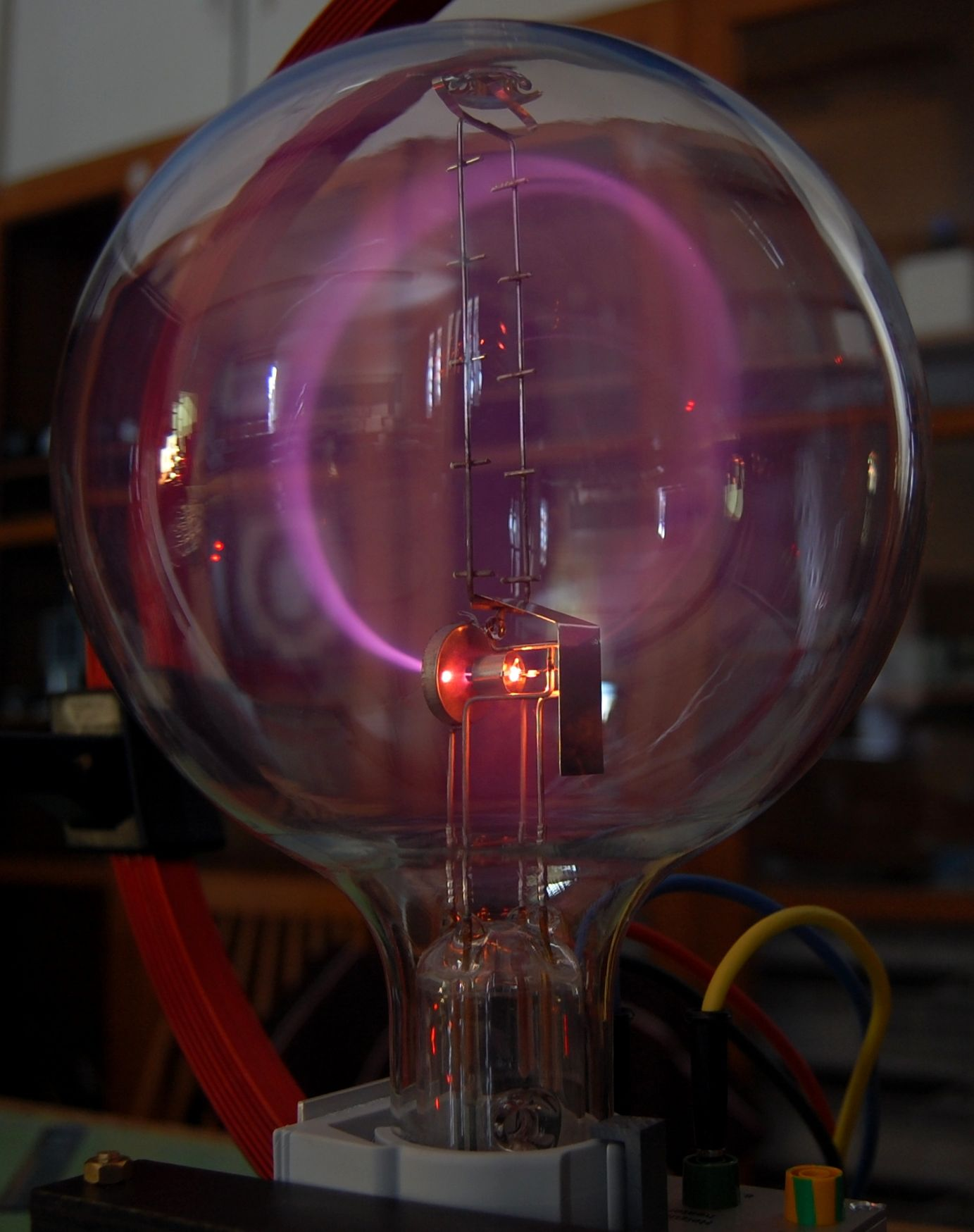
ヘルムホルツコイルが作る磁場によって陰極線のビームが曲げられて円を描いている。陰極線は本来目に見えないが、このガラス管では残留気体の密度が高く、高速の電子と衝突した気体原子が蛍光を発することで観察が可能になっている。

陰極線（いんきょくせん、英: Cathode ray）とは、真空管の中で観察される電子の流れである。真空に排気されたガラス容器に一対の電極を封入して電圧をかけると、陰極（電源のマイナス端子に接続された電極）の逆側にある容器内壁が発光する。その原因は陰極表面から電子が垂直に撃ち出されることによる。この現象は1869年にドイツの物理学者ヴィルヘルム・ヒットルフによって初めて観察され、1876年にオイゲン・ゴルトシュタインによってKathodenstrahlen（陰極線）と名付けられた。近年では電子線や電子ビームと呼ばれることが多い。
電子が初めて発見されたのは、陰極線を構成する粒子としてであった。1897年、英国の物理学者J・J・トムソンは、陰極線の正体が負電荷を持つ未知の粒子であることを示し、この粒子が後に「電子」と呼ばれるようになった。テレビ等に用いられていたブラウン管は、収束させた陰極線を電場や磁場で偏向させることによって像を作っている。

## 概要

高圧電源と接続されたクルックス管の模式図。マルタ十字型の金属板は外部回路から独立している。

「陰極線」の名は、真空管の陰極から放出されるビームであることからつけられた。電極から電子を放出させるには、電極を構成する金属原子から電子を引きはがさなければならない。「クルックス管」と呼ばれる初期の冷陰極真空管では、両極間に高い電圧をかけることで管内の残留ガスをイオン化させ、電場によって加速された陽イオンが陰極に衝突して電子を叩き出す仕組みだった。その後は熱電子放出を利用する真空管が主流となった。この方式では陰極は金属細線のフィラメントであり、電流を流して加熱できるようになっている。フィラメント内部のランダムな熱運動が激しさを増すと、陰極表面から電子が叩き出され、管内の空間に放出される。
電子は負の電荷を持っているので、陰極からの斥力と陽極からの引力を受け、管内の空間を一直線に飛んでいく。電子は質量が小さいため両極間の電圧によって大きく加速される。陰極線は目に見えないが、ガラスの管壁にぶつかるとその中の原子を励起して蛍光と呼ばれる光を発させることから、初期の真空管の中に存在していることが知られるようになった。当時の研究者は陰極の前に置かれた物体が影を作ることに気づき、陰極から何かが直線的に放出されているのを認識した。電子が陽極に到達すると、陽極から導線を伝って電源へ流れ、陰極に送り返されてくる。すなわち、真空管の中で陰極から陽極に至る電子の流れが陰極線である。
陰極線が運ぶ電流量を制御するには、金属線を編んで作ったスクリーン（グリッド電極）を陰極の近くに設置しておいてわずかに電圧をかけ、陰極線がグリッドを通るようにすればいい。こうすると、金属線から電場を作用させて電子の一部を跳ね返し、陽極に届かないようにすることができる。すなわちグリッド電極のわずかな電圧を変化させることで陽極電流を制御することができる。真空管で電気信号の増幅が行えるのはこの原理による。陰極線は高速の電子からなるため、偏向電極に電圧を印加して作った電場や、
（電磁石）で作った磁場を通じて偏向させることができる。これらの技術はテレビやコンピュータディスプレイで用いられているブラウン管や、電子顕微鏡に応用されている。

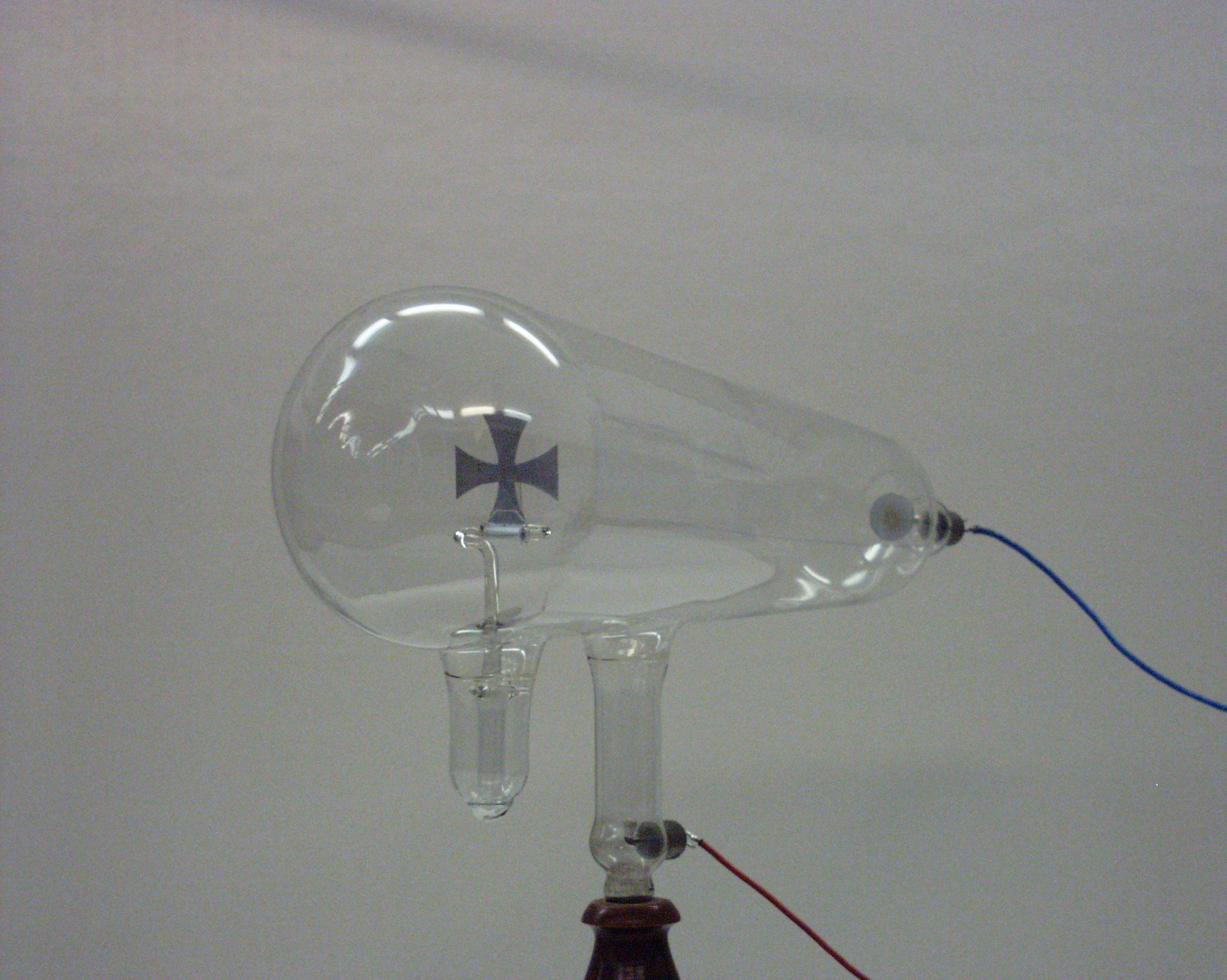
クルックス管。
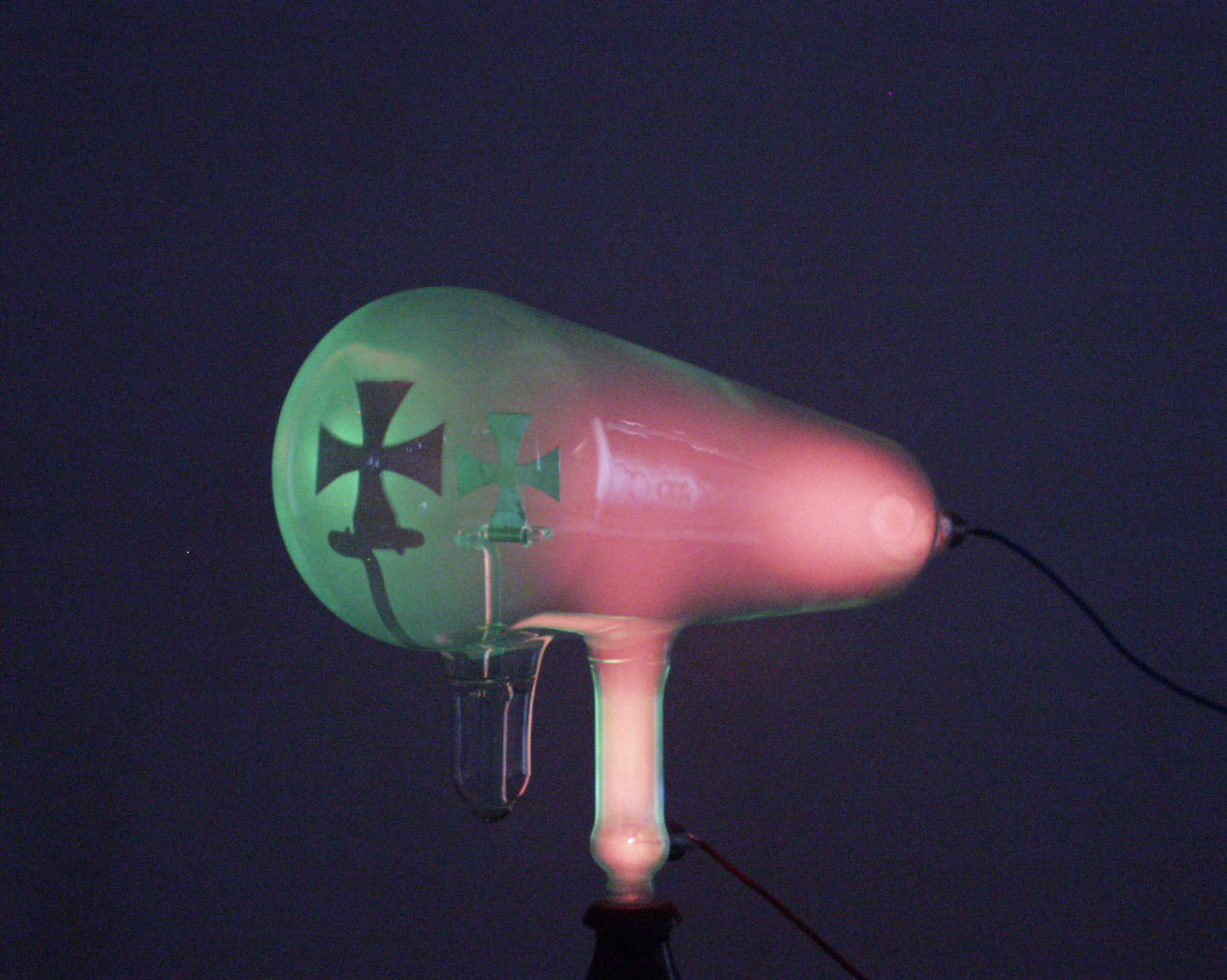
管底の陰極から発した陰極線が手前のガラス壁に当たり、緑色の蛍光を発させている。管内に置かれた十字型の金属板が影を作っているのは、陰極線に直進する性質があるためである。
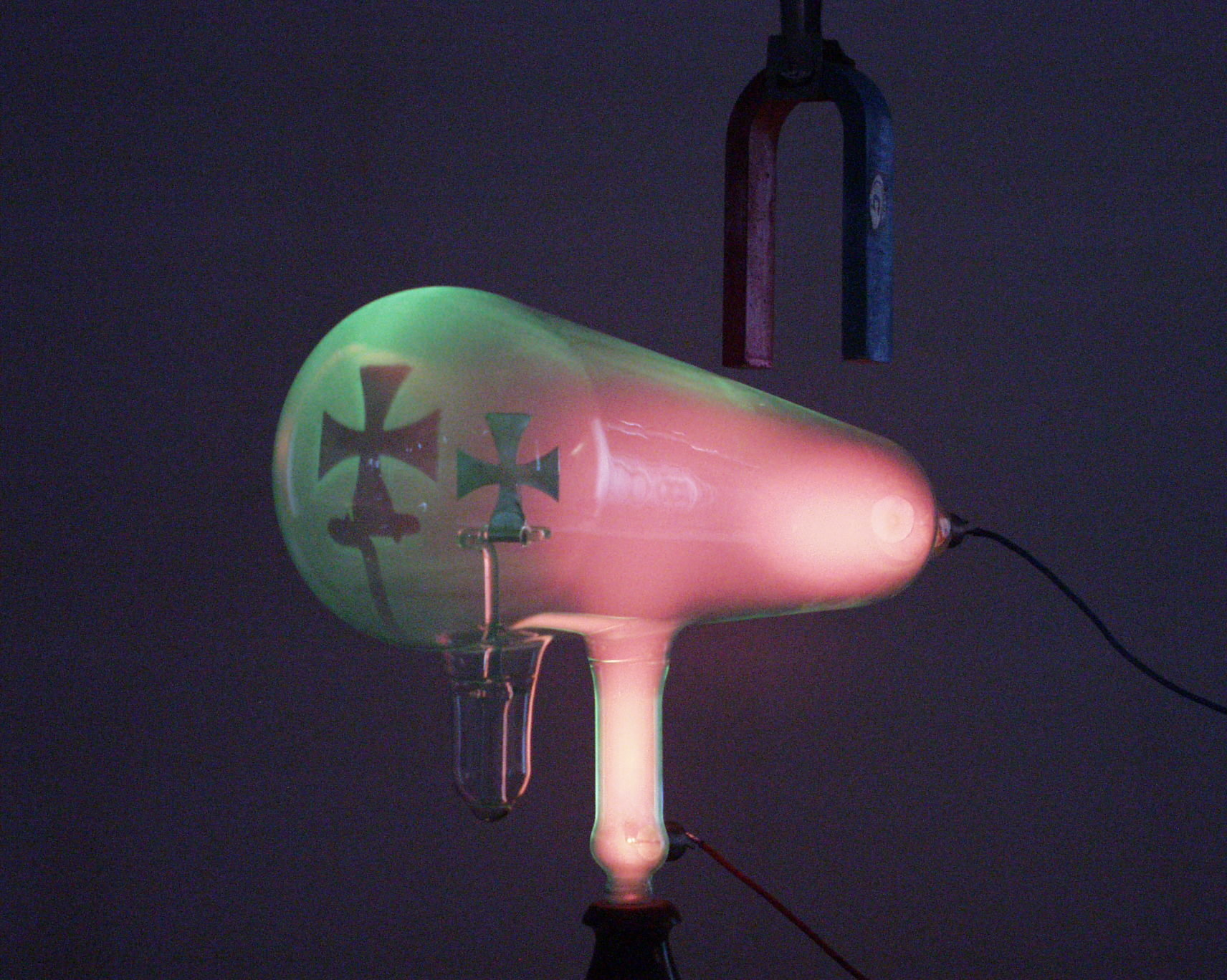
U字磁石によって管の頸部に水平方向の磁場が作られると、陰極線が上方に偏向されるために十字型の影は上方にずれる。
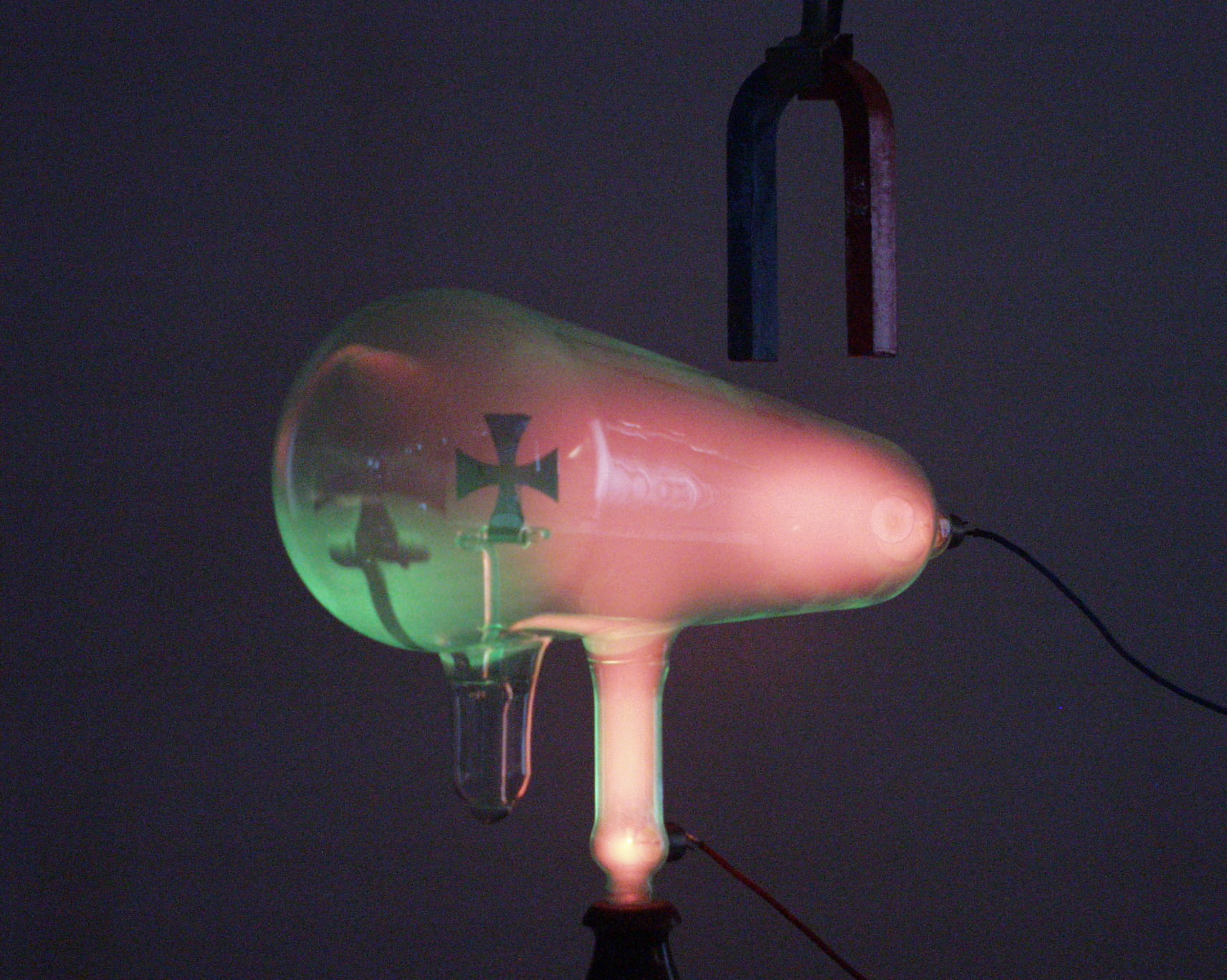
磁石の向きを反転させると、陰極線が下方に偏向され、影は下方にずれる。ピンク色の光は陰極線が残留気体の原子とぶつかることで生じている。

## 歴史
1654年にオットー・フォン・ゲーリケが真空ポンプを発明すると、物理学者たちは希薄空気に高電圧の電気を加える実験に取り組み始めた。1705年には、希薄空気の中では静電発電機によるスパークが大気圧下より長い距離にわたって発生することが判明した。

### ガス放電管
1838年、マイケル・ファラデーは希薄空気で満たされたガラス管に電流を通す実験を行い、奇妙な光のアークが陰極から陽極まで伸びていることに気づいた。
1857年、ドイツ人の物理学者で吹きガラス職人でもあったハインリッヒ・ガイスラーは、改良されたポンプを用いて真空度10−3 atmにまで減圧すると、管内にアークではなくグロー光が発生することを発見した。このとき電極間に加えられていた電圧は誘導コイルによって発生させたもので、数kVから数100 kVまでの間だったと考えられる。この発光管は現代のネオンサインと似たもので、ガイスラー管と呼ばれるようになった。
これらの現象は、空気に含まれている電荷を帯びた原子（イオン）が高電圧によって加速されたために起きたと説明された。希薄空気では気体原子の間に十分な空間が開くため、イオンの加速は原子と衝突することで電子を弾き出せるまでになる。これによりさらなる陽イオンと自由電子が生まれ、連鎖的に反応が進む。生じた陽イオンはすべて陰極に引き付けられていき、その表面に衝突することで多数の電子を叩き出す。電子はすべて陽極に引き付けられていく。
ガイスラー管の中にはある程度の空気が残っており、電子はわずかな距離を進んだだけで気体原子と衝突する。このようなゆっくりした拡散過程では電子の速さはそれほど高くならないため、ガイスラー管で陰極線が形成されることはない。その代わり、イオンや自由な電子が気体原子と衝突してその軌道電子をより高い準位に励起させることで、鮮やかな色のグロー放電（ネオンサインで利用されている発光機構）が生じる。励起された軌道電子が光としてエネルギーを放出する過程を蛍光という。

### 陰極線

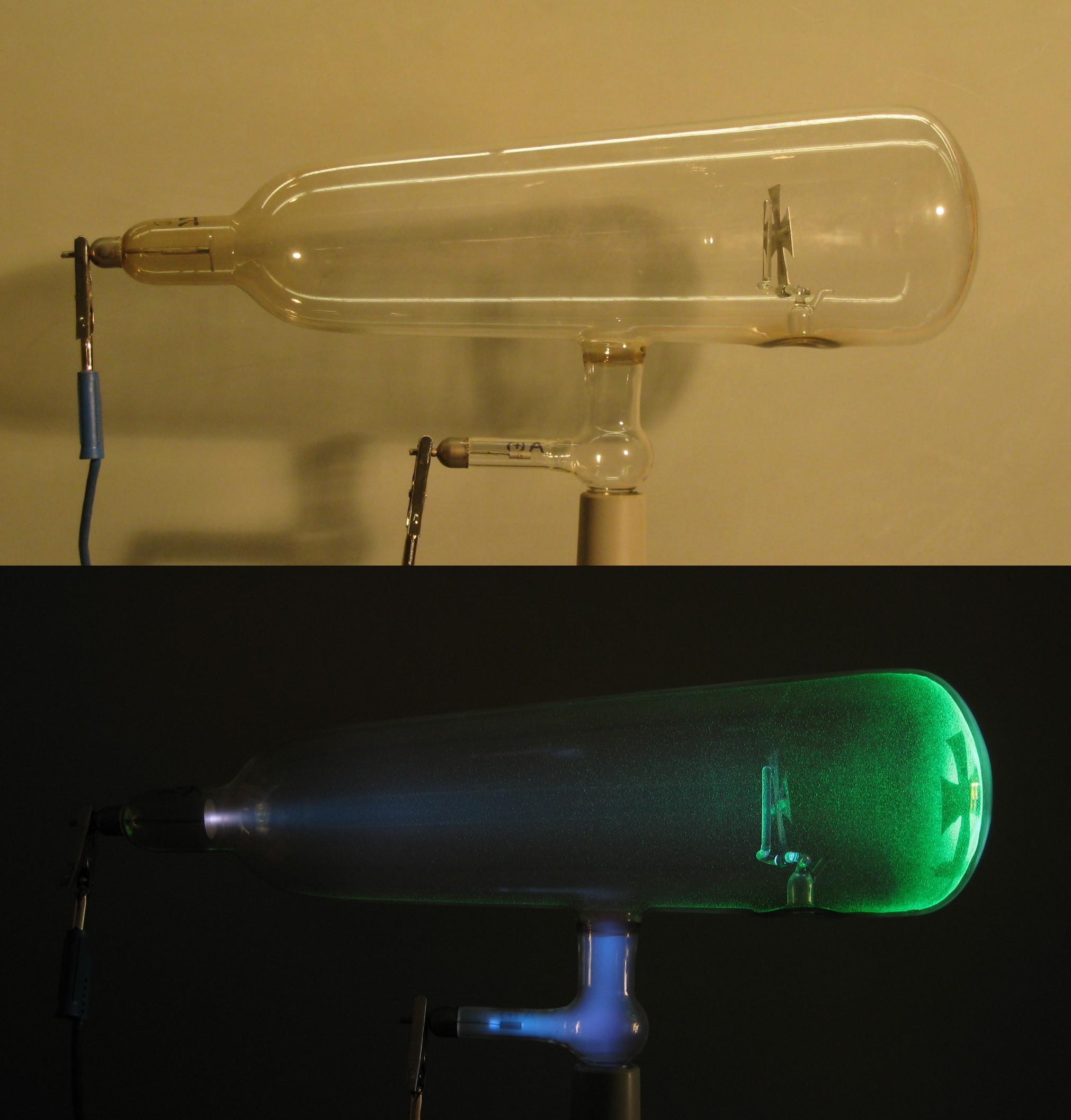
クルックス管。陰極線は陰極（左端）から一直線に進み、管の右端の壁にぶつかって蛍光を発させる。

1870年代までに、英国の物理学者ウィリアム・クルックスをはじめとする研究者は真空管の真空度をさらに向上させ、10−6 atm以下にすることに成功した。この種の真空管はクルックス管と呼ばれた。ファラデーはクルックス管の陰極近傍に蛍光を発しない暗領域が作られることを初めて発見した。この部分は「陰極暗部」や「ファラデー暗部」、「クルックス暗部」などと呼ばれるようになった。クルックスがさらに真空度を高めると、ファラデー暗部は陰極から陽極まで広がり、管全体が完全に光を発しなくなった。その代わりに陽極側の端で真空管の壁そのものがグロー光を発しはじめた。
このとき、管から空気が排気されていくにつれ、電子が気体原子と衝突するまでに進む平均距離が伸びていったと考えられる。管が完全に暗くなるとき、大部分の電子は陰極から陽極側の管底まで一度も衝突することなく進んでいる。衝突する相手がいなければ、質量が軽い電子は電極間の電圧によって加速されて大きな速度に達する。こうして陰極線が形成される。
電子が陽極側の端に到達すると、速度が高くなっているため陽極からの引力を振り切ってその横を通り過ぎ、管の端の壁に衝突する。電子がガラス壁を構成する原子とぶつかると、その軌道電子は励起されてより高い準位に移り、蛍光を生じさせる。後の研究者は蛍光を観察しやすくするため管底の内壁に硫化亜鉛などの蛍光物質を塗った。
陰極線それ自体は目に見えないが、この思わぬ蛍光現象により、陰極の前に（陽極などの）物体を置くと、グロー光を発する管壁にくっきりした影が差すことが発見された。ドイツの物理学者ヴィルヘルム・ヒットルフは、陰極から何かが直線的に飛び出しているために影が作られていることを1869年に初めて認識した。オイゲン・ゴルトシュタインはその何かを「陰極線」と名付けた。

### 電子の発見
この時代、原子は最も小さい粒子であり、分割することは不可能だと考えられていた。何が電流を運んでいるのかは謎だった。19世紀末には20年余りにわたって陰極線の正体を突き止めるための実験が数多く行われた。当時二つの説があり、クルックスとアーサー・シュスターは陰極線が「放射物質」（"radiant matter"）の粒子、すなわち電荷を帯びた原子だと信じていた。ドイツの科学者アイルハルト・ヴィーデマン、ハインリヒ・ヘルツ、ゴルトシュタインらは陰極線を「エーテル波動」（"aether waves"）、すなわち新種の電磁波とみなし、管内を流れる電流を運ぶものとは無関係だと考えていた。
1897年にJ・J・トムソンは陰極線の質量を測定し、それが粒子からなることを示して論争を終結させた。しかし、その質量は最も軽い原子である水素の1/1800でしかなかった。したがってこれは原子の一種ではなく、新しい種類の粒子だと考えられた。これが初めて発見された亜原子粒子である。トムソン自身はこの粒子を「小体」（"corpuscle"）と呼んでいたが、後になって、それ以前の1874年にジョージ・ジョンストン・ストーニーが導入していた電荷単位にちなんだ「電子」（"electron"）の名が定着した。またトムソンは、電子が光電効果や放射性物質で放出されている粒子と同一のものだということを立証した。さらに、電子が金属中で電流を運ぶ粒子だということや、原子の中で負の電荷を担っていることが次々に明らかになった。
トムソンはこの仕事に対して1906年のノーベル物理学賞を授与された。陰極線理論に大きく寄与したフィリップ・レーナルトもまた、陰極線とその性質に関する研究に対して1905年のノーベル物理学賞を授与された。

### 真空管
クルックス管のように気体の電離を利用して陰極線を作る方式（冷陰極管）は、管内の残留気体の圧力に影響されるため信頼性が低かった。時間の経過とともに気体分子が管壁に吸着していくと、最終的に陰極線は発生しなくなってしまった。
より信頼性が高く制御性の良い方式がヒットルフとゴルトシュタインによって発見され、1880年にトーマス・エジソンによって再発見された。金属のフィラメントを陰極とし、管の中を通る回路とは独立した電流をフィラメントに流して真っ赤になるまで加熱すると、熱電子放出と呼ばれる過程により電子が飛び出してくる。この熱陰極方式を採用した最初の電子真空管は1904年に発明され、クルックス管に取って代わった。熱陰極管は動作に気体分子を必要としないので、真空度は10−9 atm（10−4 Pa）程度にまで高められていた。クルックス管で用いられていた電離による陰極線発生方式は、今日ではクライトロンのような特殊なガス封入管でしか採用されていない。
1906年にリー・ド・フォレストは、金属線グリッドに小さな電圧を加えることで、はるかに大きい陰極線ビームの電流が制御できることを発見した。ド・フォレストが発明した三極真空管は、電気信号を増幅することができる素子として初めてのものであり、エレクトロニクスの基礎を築いた。真空管によって初めて実現された技術には、ラジオやテレビの放送のほか、レーダー、発声映画、音声記録、長距離電話がある。また、1960年代にトランジスターが時代を一変させるまでは、家庭用電子機器の基盤となっていたのは真空管であった。
現在では陰極線は電子線（電子ビーム）と呼ばれるのが一般的である。初期の真空管で開拓された電子線操作技術は、フェルディナント・ブラウンが1897年に発明したブラウン管をはじめとする実用的な真空管の設計に応用された。現在でも電子顕微鏡や電子線描画装置、粒子加速器のような洗練された機器で同様の技術が使われている。

## 陰極線の性質
陰極線は波動と同様の性質を持っており、直線状に進み、物体にさえぎられると影を作る。一方でアーネスト・ラザフォードは陰極線が薄い金属箔を貫通することを示したが、これは粒子的な振る舞いである。これらの性質は互いに相反するため、陰極線を波動と粒子のどちらかに分類するのは容易ではなかった。クルックスは陰極線が粒子だと主張し、ヘルツは波動説を支持した。J・J・トムソンが電場を用いて陰極線を偏向させたことにより論争は決着した。当時の科学者は電磁波が電場によって曲げられないことを理解していたため、これが陰極線が粒子線だという証拠だとみなされた。
後の1924年、ルイ・ド・ブロイは博士論文の中で、アルベルト・アインシュタインが光子について示した粒子と波動の二重性が電子についても成立するという理論を提唱した。陰極線が波動的なふるまいを示すことは、結晶格子によって電子線を回折させるデイヴィソン＝ガーマーの実験（1927年）によって実証された。

## 用途
- 電子顕微鏡
- 電子線描画装置
- 粒子加速器
- 滅菌
- 宇宙機の推進
- 複合材料の成型 - 脱オートクレーブ成形法で複合材料の重合硬化に用いられる[6][7]。

### アニメーションとシミュレーション
- The simulation show electrons in crossed fields made by BIGS